# Julián Adem
Julián Adem   (Túxpam, 8 de gener de 1924 - Ciutat de Mèxic, 9 de setembre de 2015) va ser un matemàtic i meteoròleg mexicà.
Adem va ser escolaritzat a la seva vila natal de Tuxpan, va estudiar enginyeria i matemàtiques a la universitat Nacional Autònoma de Mèxic i el 1953 va obtenir el doctorat en matemàtiques a la universitat Brown dels Estats Units. Excepte uns anys (1965-1971), en els quals va treballar per al servei meteorològic dels Estats Units a Washington DC, tota la seva vida acadèmia es va desenvolupar a l'Institut de Geofísica de la UNAM, fins que es va jubilar el 1994. Va morir a Ciutat de Mèxic el 2015.
Adem va treballar sempre en models matemàtics per determinar el moviment de l'aire. Ja a finals dels anys 1950's va demostrar que els huracans podien desplaçar-se cap al nord-oest sense que hi hagués cap corrent important en aquesta direcció. En els anys 1960's va començar a desenvolupar el que avui coneixem com Model Termodinàmic del Clima que, amb successius ajustos i millores, s'ha vingut utilitzant fins als nostres dies per confegir les prediccions meteorològiques.